# Stadthalle Gent

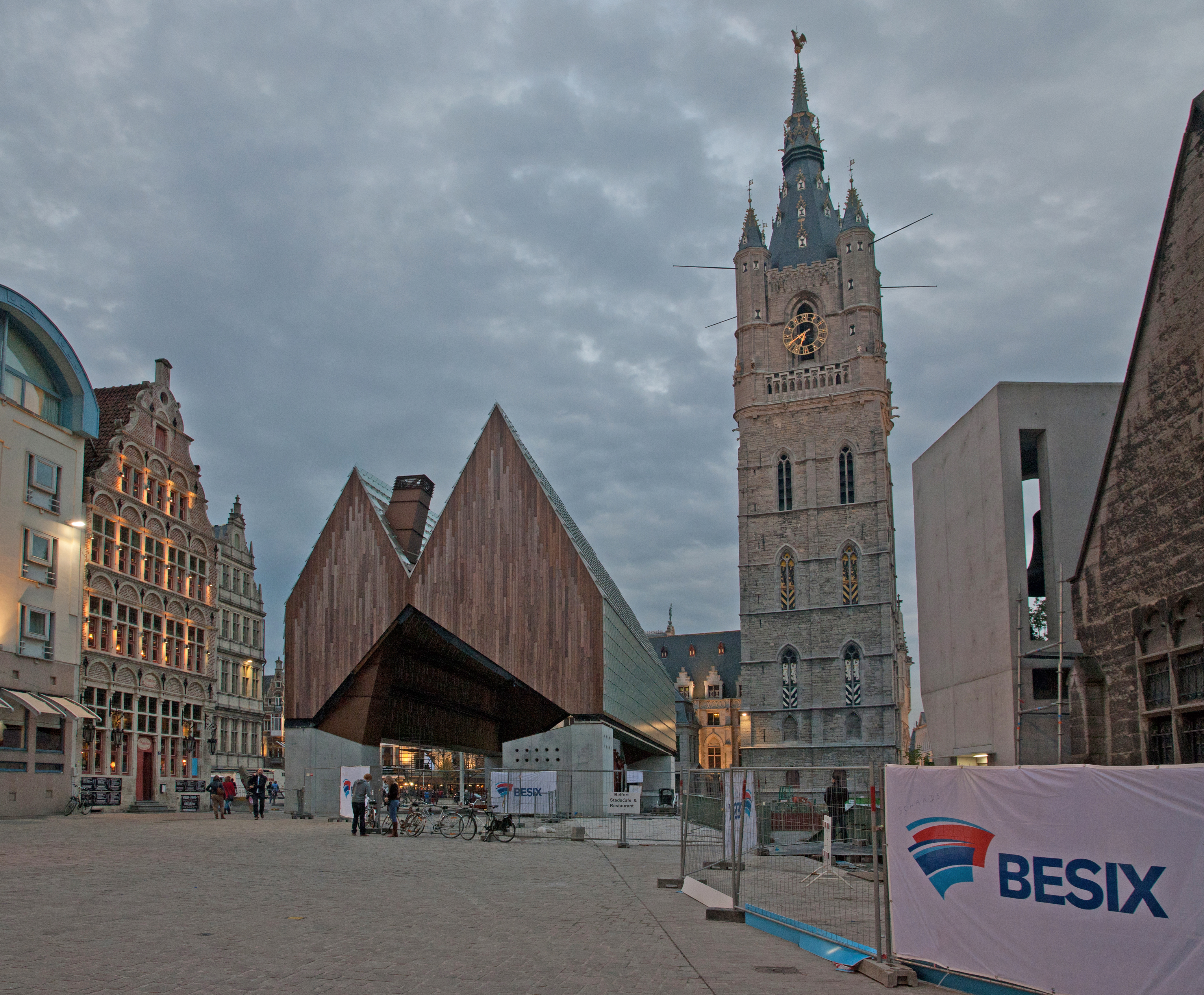
Gent: Belfried und neue Stadthalle

Die Stadthalle von Gent (Stadshal van Gent) ist ein 2009 bis 2012 errichtetes modernes Bauwerk im historischen Zentrum der belgischen Stadt Gent.

## Vorgeschichte
Der Bauplatz, der im Norden an das Rathaus von Gent, im Westen an die St. Niklaskirche und im Osten an den Belfried angrenzt, wurde für die große Ausstellung von 1913 durch Abriss geschaffen. Er sollte in den 1960er Jahren mit einem Verwaltungsgebäude bebaut werden. Er stand aber in der Folge jahrzehntelang unbenützt und diente als Parkplatz. Pläne, dort ein Parkhaus für Automobile zu errichten, wurden in einer Volksbefragung 1996 abgelehnt.

## Der aktuelle Bau
Letztlich errichteten hier die flämischen Architekten Paul Robbrecht, Hilde Daem und Marie-José van Hee im Gefolge eines zweiten Architektenwettbewerbs (2005) eine multifunktionelle Halle, bestehend aus einer 40 m langen, überdachten Stahl- und Holzstruktur, die auf vier Eckpfeilern aus Beton ruht und allseitig frei zugänglich ist. Das Dach ist asymmetrisch und als doppeltes Giebeldach ausgeführt. Unter der Halle befindet sich unter anderem ein Bierlokal, eine öffentliche Toilettenanlage, ein Brunnen und ein Fahrradparkplatz.
Im Jahr 2013 wurde das Projekt unter die Finalisten für den von der Europäischen Union unterstützten Mies-van-der-Rohe-Preis aufgenommen. Andererseits begegnete es scharfer Kritik, unter anderem weil es die Sicht auf die Renaissancefassade des Genter Rathauses und auf den Belfried verdeckt. Die UNESCO änderte zwar nicht die Kategorisierung des Belfried als Weltkulturerbe, äußerte aber ihr Bedauern darüber, in der Frage nicht konsultiert worden zu sein, und das flandrische Regionalparlament formulierte diesbezüglich eine Entschuldigung. Andererseits wurde der Bau von Anhängern der Moderne als Symbolbauwerk für selbstbewusstes zeitgemäßes Bauen im altstädtischen Ambiente gelobt: „In Frankfurt am Main wird die Altstadt wieder aufgebaut, in Berlin das Stadtschloss. Im flämischen Gent, im Schatten des als Weltkulturerbe gelisteten Belfried, zeigt ein Neubau, dass es auch anders geht.“